# Samuel Pisar
Samuel Pisar (født 18. marts 1929 i Białystok i Polen - død 27. juli 2015 i New York) var en polsk født amerikansk advokat, forfatter og overlevende fra tyske koncentrationslejre under 2. verdenskrig. Har modtaget udmærkelse som storsofficer af Æreslegionen.